# Panaritium

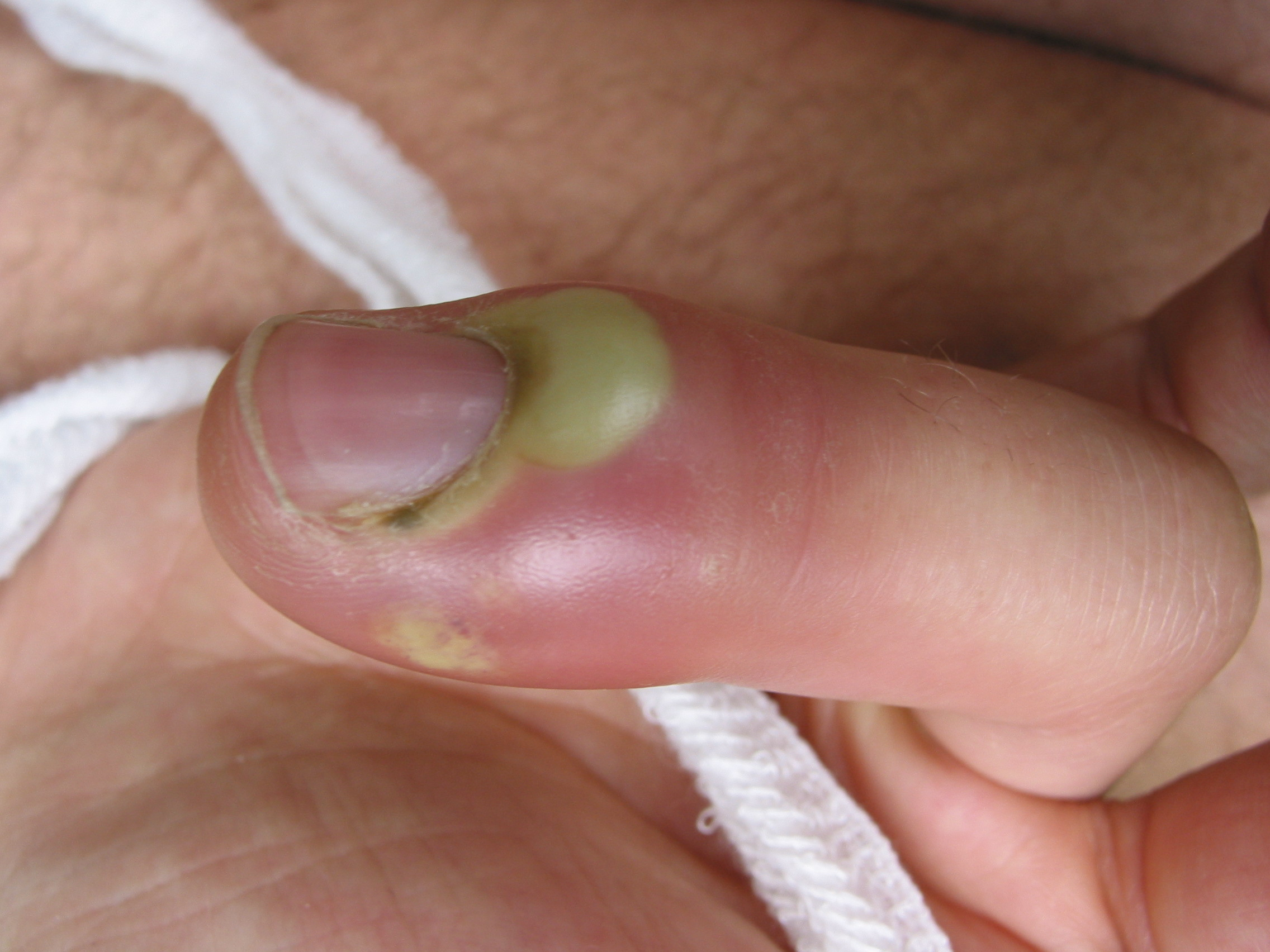
Panaritium

Ein Panaritium oder Paronychia phlegmonosa, deutsch Nagelgeschwür, Fingerumlauf oder kurz Umlauf (früher auch das „Ungenannte“, der „Wurm am Finger“ und der „Fingerwurm“) genannt, ist eine Infektion eines Fingers oder Zehs mit Nagelbettentzündung und Saumgeschwür mit Einschmelzen von Gewebe.

## Ursachen
Ursache ist meist eine kleine Verletzung, in deren Folge Bakterien in den Nagelsaum, Nagelfalz (Nagelwall) und Hautzellen eindringen können. Auch eine nicht fachgerecht und unhygienisch ausgeführte Nagelpflege an Finger- und Fußnägeln oder eine Onychophagie können Mikroverletzungen und das Eindringen von Keimen ermöglichen.

## Symptome
Ein Panaritium kann an Hand- oder Fußnägeln auftreten. Es kann aber auch nur die Weichteilkuppe betreffen. Oftmals zeigt sich ein roter Umlauf am Nagelsaum sowie starke Schwellung. Es folgen stechende, pulsierende Schmerzen und Hitzegefühl an den betroffenen Stellen sowie Druck- und Klopfempfindlichkeit. Die Entzündung kann mit Eiterbildung einhergehen, Eiterblasen werden sichtbar. Die Anzeichen bei fortgeschrittener Infektion sind Fieber, Schüttelfrost und Krankheitsgefühl. Unbehandelt besteht die Gefahr einer Blutvergiftung.

## Formen
Es gibt oberflächliche und tiefe Formen von Panaritien. Beim Fortschreiten eines Panaritiums kann sich zudem eine Sehnenscheidenphlegmone entwickeln. Beim Befall des 1. Fingers (Daumen) oder 5. Fingers (Kleinfinger) kann daraus eine V-Phlegmone resultieren.
Die anatomischen Strukturen im Bereich der Hand- und Fußnägel erschweren den Abfluss von Eiter nach außen und begünstigen so die Ausbreitung der Infektion in umgebende Weichteilstrukturen sowie in Knochen, Gelenke und Sehnenscheiden. Daher müssen Panaritien immer möglichst rasch behandelt werden.
Nach der Lokalisation bzw. der Ausbreitung kann man folgende Panaritien unterscheiden:
- Panaritium cutaneum – die Hautoberfläche betreffend
  - mit der Sonderform des Kragenknopfes (Panaritium cutaneum mit Verbindung zu einem Panaritium tendinosum oder Panaritium articulare)
- Panaritium subcutaneum – unter der Haut
- Panaritium paraunguale (Paronychie oder umgangssprachlich Nagelbettentzündung bzw. „Umlauf“)
- Panaritium subunguale
- Panaritium tendinosum
- Panaritium articulare
- Panaritium ossale

## Therapie
Die Therapie besteht in der chirurgischen Sanierung in Form einer Inzision oder Drainage des Eiters und Entfernung des entzündeten und/oder abgestorbenen Gewebes. Durch Injektion eines Lokalanästhetikums in Höhe des nicht entzündeten handnahen Finger- bzw. Zehengliedes (Fingergrundglied, lat. Phalanx proximalis) wird eine Leitungsanästhesie nach Oberst zur Schmerzausschaltung vor der OP durchgeführt.
- Therapie am Zeh: Mit dem Skalpell wird der Chirurg den äußeren Nagelrand und die eingewachsenen Teile sowie keilförmig auch das entzündete Gewebe herausschneiden und die Nagelwurzel dort möglichst beseitigen, damit sich nicht erneut der eingewachsene Nagel einstellen kann. Mithilfe eines Kratzlöffels wird das Nagelbett geglättet. Es wird dann zugenäht.
- Therapie am Finger: Je nach Lokalisation des Entzündungsherdes wird wie beim Zeh vorgegangen oder der Herd am Finger herausgestanzt.

Bei weiter fortgeschrittenen Entzündungen, die sich über den Finger oder Zeh hinaus erstrecken, kann auch eine Plexusanästhesie oder Allgemeinanästhesie (Narkose) für den Eingriff indiziert sein. Die Hand sollte hochgelagert und gekühlt werden. Bei ausgedehnten Entzündungen muss eine Therapie mit einem Antibiotikum erfolgen.
Es wird ein weicher, nicht abschnürender dicker Wundverband angelegt, weil es nachbluten kann. Nach der Operation muss täglich der Verband gewechselt werden. Schmerzmittel (wie beispielsweise Ibuprofen oder Metamizol) sind wegen des Wundschmerzes angezeigt. Die Fäden werden ca. sieben Tage nach der Operation entfernt.